# TNFSF18
TNFSF18 (англ. TNF superfamily member 18) – білок, який кодується однойменним геном, розташованим у людей на короткому плечі 1-ї хромосоми.  Довжина поліпептидного ланцюга білка становить 199 амінокислот, а молекулярна маса — 22 724.
| 10         |  | 20         |  | 30         |  | 40         |  | 50         |
| ---------- |  | ---------- |  | ---------- |  | ---------- |  | ---------- |
| MTLHPSPITC |  | EFLFSTALIS |  | PKMCLSHLEN |  | MPLSHSRTQG |  | AQRSSWKLWL |
| FCSIVMLLFL |  | CSFSWLIFIF |  | LQLETAKEPC |  | MAKFGPLPSK |  | WQMASSEPPC |
| VNKVSDWKLE |  | ILQNGLYLIY |  | GQVAPNANYN |  | DVAPFEVRLY |  | KNKDMIQTLT |
| NKSKIQNVGG |  | TYELHVGDTI |  | DLIFNSEHQV |  | LKNNTYWGII |  | LLANPQFIS  |

A: Аланін

C: Цистеїн

D: Аспарагінова кислота

E: Глутамінова кислота

F: Фенілаланін

G: Гліцин

H: Гістидин

I: Ізолейцин

K: Лізин

L: Лейцин

M: Метіонін

N: Аспарагін

P: Пролін

Q: Глутамін

R: Аргінін

S: Серин

T: Треонін

V: Валін

W: Триптофан

Кодований геном білок за функцією належить до цитокінів. 
Задіяний у таких біологічних процесах як адаптивний імунітет, імунітет. 
Локалізований у клітинній мембрані, мембрані.